# روس كازاخستان
روس كازاخستان وهم الروس ألذين يتواجدون في كازاخستان منذ القرن ال19 الميلادي وألذين بقيوا هناك بعد انهيار وانقسام الإتحاد السوفيتي، يبلغ تعدادهم حوالي 3,400,000 نسمة ويشكلون نسبة 20 % من الشعب الكازاخستاني، يتواجدون بشكل كبير في شمال كازاخستان بالقرب من الحدود الروسية وينتشرون أيضاً في المدن الكبيرة.